# Лофорд, Бетти
Бе́тти Джоа́н Ло́форд (англ. Betty Joan Lawford; 1 февраля 1912, Лондон, Англия, Великобритания — 20 ноября 1960, Нью-Йорк, Нью-Йорк, США) — британская актриса

.

## Биография и карьера
Бетти Джоан Лофорд родилась 1 февраля 1912 года в Лондоне (Англия, Великобритания) в семье актёров Эрнеста Лофорда (1870—1940) и Джанет Слейтер Лофорд. Она была двоюродной сестрой актёра Питера Лофорда (1923—1984).
Сценический дебют Лофорд состоялся в постановке Players' Club «Генрих IV». Затем она появилась в «Юлии Цезаря» и «Леди Ложь». Среди её других бродвейских работ: «Гламур» (1940), «Прогулка с музыкой» (1940), «Женщины» (1936), «Мудрость в женщинах» (1935) и «Волна жары» (1931). Также Лофорд сыграла в 15-ти фильмах, одна из её самых известных ролей — Агнес Смит в нуаровом триллере «Дьявол едет автостопом» (1947).
В 1931—1937 годы Лофорд была замужем за актёром и режиссёром Монта Беллой. 25 июля 1955 года она вышла замуж во второй раз за исполнительного директора по рекламе и связям с общественностью Бёртон «Барри» Бьюкенена, за которым оставалась замужем вплоть до своей смерти 5 лет спустя.
Лофорд скончалась 20 ноября 1960 года после трёх недель болезни в Госпитале Рузвельта на Манхэттене на 49-м году жизни.